# Consejo Consultivo de Castilla y León
El Consejo Consultivo de Castilla y León es el órgano consultivo superior de la comunidad autónoma de Castilla y León. 
Tiene su sede en la ciudad de Zamora y su función esencial es la emisión de informes jurídicos sobre los asuntos sometidos a su consideración, a solicitud de las administraciones de Castilla y León. Los informes son preceptivos cuando así lo dispongan las normas reguladoras de cada procedimiento. Salvo en los casos previstos en la Ley, el informe del Consejo no tiene carácter vinculante. Conforme a la ley reguladora, solo excepcionalmente, cuando así le sea solicitado de manera expresa por la autoridad consultante, puede el Consejo realizar observaciones o valoraciones de oportunidad, que se materializarán junto con las de legalidad.
Junto a esta función principal, el Consejo puede también realizar mociones y recomendaciones en las materias de su competencia que contribuyan, o puedan hacerlo, a un mejor funcionamiento de la Administración.
También puede emitir dictámenes facultativos en aquellos asuntos que, por su especial trascendencia o repercusión, debidamente justificada y apreciada por el Consejo, sean planteados por las entidades consultantes.
Asimismo, y de acuerdo con lo que dispone el artículo 2 de su Ley reguladora, el Consejo velará, en el ejercicio de sus funciones, por la observancia de la Constitución, del Estatuto de Autonomía de Castilla y León y de todo el ordenamiento jurídico.
La Ley 1/2012, de 28 de febrero, de Medidas Tributarias, Administrativas y Financieras (BOCyL n.º 42 de 29 de febrero) crea el Tribunal Administrativo de Recursos Contractuales de Castilla y León como órgano administrativo competente para el conocimiento y resolución de los recursos especiales en materia de contratación y de las cuestiones de nulidad contractual de acuerdo con la normativa de Contratos del Sector Público.
Según determina el artículo 60 de la Ley 1/2012, el Tribunal está integrado por el presidente, que tiene la condición de miembro del mismo, y que lo será el presidente del Consejo Consultivo de Castilla y León, y los vocales, que serán los demás Consejeros Electivos del Consejo Consultivo de Castilla y León. El Secretario del órgano, que no tendrá carácter de miembro del mismo, será el Secretario del Pleno del Consejo Consultivo. 
El Consejo Consultivo de Castilla y León, según dispone el artículo 63 de la Ley 1/2012, proveerá al Tribunal Administrativo de Recursos Contractuales de Castilla y León, para el ejercicio de las funciones que tiene encomendadas, de los necesarios medios materiales y personales con cargo a su presupuesto.

## Organización
El Consejo Consultivo actúa en pleno y en secciones. El pleno está integrado por el presidente y dos consejeros electivos más los consejeros natos, si los hubiera. Actúa como secretaria del Pleno, con voz pero sin voto, una funcionaria, la letrada jefe del Consejo, designada por el presidente..
Corresponde al pleno emitir dictamen en relación con los anteproyectos de reforma del Estatuto de Autonomía, proyectos de legislación delegada y anteproyectos de ley, así como en relación con los recursos de inconstitucionalidad y conflictos de competencia interpuestos por la Junta de Castilla y León.
Las dos secciones del Consejo igualmente compuestas por el presidente y todos los consejeros (según el Acuerdo de 6 de marzo de 2014, del Pleno del Consejo Consultivo). Actúa como secretaria de las Secciones, con voz pero sin voto, la secretaria del Pleno. 
Corresponde a las secciones emitir dictamen en todos los asuntos no atribuidos a la competencia del pleno, incluida la totalidad de las consultas facultativas.
Podrán constituirse comisiones o ponencias sobre asuntos generales o materias específicas, cuando así lo acuerde el Pleno. 
Los Letrados del Consejo desarrollan las funciones de estudio, preparación y redacción de las ponencias de dictamen que se les encomienden. 
Todo el personal del Consejo, sea cual fuera su naturaleza, está obligado a guardar secreto sobre las propuestas y acuerdos adoptados mientras los asuntos no hayan sido resueltos y, siempre en cualquier caso, sobre las deliberaciones habidas y los pareceres y votos emitidos.
La Ley 4/2013, de 19 de junio, por la que se modifica la organización y el funcionamiento de las instituciones propias de la Comunidad de Castilla y León, estableció la creación de una única Secretaría General de apoyo a las Instituciones Propias de la Comunidad de Castilla y León: el Consejo Consultivo, el Consejo de Cuentas, el Procurador del Común y el Consejo Económico y Social de Castilla y León, como medida dirigida a mejorar la eficiencia de estas instituciones.
Sin alterar las funciones específicas que constituyen su esencia, con la Ley 4/2013, se procedió a la adscripción presupuestaria del Consejo Económico y Social y del Consejo Consultivo a las Cortes de Castilla y León, siguiendo el modelo de lo que ya ocurre con el procurador del Común y el Consejo de Cuentas, modelo que como ya se ha demostrado en ningún caso afecta a la independencia que debe presidir el funcionamiento de estas instituciones.
Consejero electivo y presidente: Mario Amilivia González. Consejeros electivos: José Ignacio Sobrini Lacruz y Francisco Ramos Antón.

### Consejeros
- Jesús Besteiro Rivas, Secretario General (2003-2005)
- María José Salgueiro Cortiñas, Presidenta y Consejera electiva (2003-2007)
- Jesús Quijano González, Consejero electivo (2003-2008)
- Antonio Pérez Solano, Consejero electivo (2003-2011)
- Manuel Estella Hoyos, Consejero electivo (2003-2012)
- Javier Fernández Costales, Consejero electivo (2003-2012)
- José Constantino Nalda García, Consejero nato (2003-2014)
- Demetrio Madrid López, Consejero nato (2004-2011)
- José Ignacio Sobrini Lacruz, Secretario General (2006-2013), y Consejero electivo (2015-2018)
- Mario Amilivia González, Presidente y Consejero electivo (2007-2018)
- Angel Velasco Rodriguez, Consejero electivo (2012-2015)
- Fernando Rey Martínez, Consejero electivo (2012-2015)

## Sede
Su sede, obra del arquitecto vallisoletano Alberto Campo Baeza, se inauguró el 21 de septiembre de 2012. Se ubica en el solar donde se hallaba el convento de las Adoratrices, enfrente de la catedral de Zamora.
Su construcción, comenzada en 2007, sacó a la luz tan relevantes restos que dieron lugar a la excavación arqueológica más grande de Castilla y León, y la más grande en zona urbana de toda España, elevando el coste en casi tres millones de euros, y demorando por casi tres años las obras. No obstante, las cerca de 17.000 piezas obtenidas en las excavaciones arqueológicas tienen una relevancia singular para la investigación de la historia de Zamora, desde la Edad del Bronce, y con particular interés en su etapa Andalusí.
Respecto del edificio, rodeado de muros a semejanza de los del entorno, como una caja de piedra, un cubo todo en vidrio. Con una fachada doble tipo Mure Trombe, la piel exterior de esa fachada se hace con vidrios de una sola pieza de 600×300 unidos todos con sólo silicona estructural, sin casi nada más, como si estuviera todo hecho de aire. Ha recibido numerosos premios.